# Frontera entre Líbia i el Níger
La frontera entre Líbia i Níger (coneguda pels libis com a "وقحة" mossegada de serp) és la línia fronterera, de traçat poc sinuós, en sentit est-oest que separa el nord-est del Níger (departament d'Agadez) del sud-oest de Líbia (districte de Murzuk) a l'Àfrica Septentrional. Té 459 km de longitud

## Traçat
Es troba al desert del Sàhara i s'estén des del trifini Líbia-Níger-Algèria a l'oest, pròxim al pas del Tròpic de Càncer, fins a l'altre trifini dels dos països amb el Txad. Es considera una de les fronteres més aïllades del món, ja que està completament "immersa" al mig del desert, sense cap carretera que uneixi els dos països. Només unes poques caravanes de tuaregs solen passar per la regió.
Itàlia va envair el territori de Líbia conquerint-lo a l'Imperi Otomà el 1911 i el va colonitzar el 1934. Després de la Segona Guerra Mundial els italians van ser expulsats. El país fou dividit entre França i Regne Unit. La independència es produí el 1951. La regió de Níger fou ocupada per França el 1897, es convertí en una colònia francesa el 1922 i obtingué la seva independència el 1960. Aquests esdeveniments van definir la frontera.